# Trybujivtsi
Trybujivtsi (ucraniano: Трибухі́вці; polaco: Trybuchowce) es un municipio rural de Ucrania, perteneciente al raión de Chortkiv en la óblast de Ternópil.
El municipio, con una población total de 8817 habitantes en 2020, incluye tanto el pueblo de Trybujivtsi (de unos cuatro mil habitantes) como seis pedanías. El municipio se formó en 2016 mediante la fusión de los consejos rurales de Trybujivtsi y Pýshkivtsi, a los que se sumó el de Tsvitová en 2019. Además de estos tres pueblos, forman parte del municipio otros cuatro: Martýnivka, Medvédivtsi, Novostavtsi y Pýliava.
Se conoce la existencia del pueblo en documentos desde 1578 y durante siglos fue un señorío rural que fue pasando de unas familias nobles a otras. Desde principios del siglo XXI alberga la sede de la Escuela Agraria de Búchach, vinculada a la Universidad Estatal de Podilia de Kamianets-Podilski. Antes de la fundación del actual municipio en 2016, el pueblo formaba por sí solo un consejo rural en el raión de Búchach.
El pueblo se ubica en la periferia oriental de Búchach, en la salida de la ciudad de la carretera T2001 que lleva a Chortkiv.